# 学校の怪談 (小説)
『学校の怪談』（がっこうのかいだん）は、常光徹による小説のシリーズ。挿絵は楢喜八。この小説を基にして、同名の映画、テレビアニメ、テレビドラマが制作されている。著者の常光徹の本職は民俗学者であり、『学校の怪談－口承文芸の展開と諸相』（1993年、ミネルヴァ書房刊）という学術本も著している。

## シリーズ一覧
- 学校の怪談    ISBN 4061990063 1990年11月　講談社（以下同じ）
- 学校の怪談<2> ISBN 4061990195 1991年8月
- 学校の怪談<3> ISBN 4061990241 1992年6月
- 学校の怪談<4> ISBN 4061990276 1993年4月
- 学校の怪談<5> ISBN 4061990284 1994年5月
- 学校の怪談<6> ISBN 4061990306 1994年12月
- 学校の怪談<7> ISBN 4061990322 1995年7月
- みんなの学校の怪談 赤本 ISBN 4061990330 1995年12月
- みんなの学校の怪談 緑本 ISBN 4061990349 1995年12月
- 学校の怪談<8> ISBN 4061990365 1996年7月
- 学校の怪談<9> ISBN 406199039X 1997年6月
- 新・学校の怪談 <1> ISBN 406199560X 2005年8月
- 新・学校の怪談 <2> ISBN 4061995618 2006年7月
- 新・学校の怪談 <3> ISBN 4061995626 2007年7月
- 新・学校の怪談 <4> ISBN 4061995642 2008年7月
- 新・学校の怪談 <5> ISBN 4061995650 2009年7月
- 学校の怪談 K峠のうわさ ISBN 4062763311 2009年8月
- 学校の怪談 百円のビデオ ISBN 406276346X 2009年9月
- 学校の怪談「A」小学校の非常階段 ISBN 4061995669 2010年6月
- 学校の怪談「B」組にきた転校生 ISBN 4061995677 2011年6月
- 学校の怪談「C」池の伝説 ISBN 4061995685 2012年7月
- 学校の怪談「D」高原のきもだめし ISBN 4061995693 2013年6月
- 学校の怪談「E」丑三つ時の大鏡 ISBN 4061995707 2014年6月
- 学校の怪談 ベストセレクション ISBN 406285502X 2015年7月